# Glen Keane
Glenn Keane (Philadelphia, 13 april 1954) is een Amerikaans animator die bekend staat om zijn werk bij Walt Disney Animation Studios. 
Keane is de zoon van Bill Keane, de maker van de strip The Family Circus. Glenn werkte aan vele klassieke Disney-films, waaronder De Kleine Zeemeermin, Belle en het Beest, Aladdin, Pocahontas en Tarzan. 
Keane ontving de Academy Award voor Beste Animatie voor zijn werk aan "De Kleine Zeemeermin" en de Annie Award voor Beste Individuele Prestatie voor zijn werk aan "Tarzan". In 2013 verliet Glenn Disney om zijn eigen animatiestudio, Glen Keane Productions, op te richten.
- International Standard Name Identifier: 0000 0000 2719 5136
- Library of Congress Control Number: n86060746
- Nationale Bibliotheek van Israël: 987007447286805171
- Système universitaire de documentation: 071162291
- Union List of Artist Names: 500486599
- Virtual International Authority File: 55629804
- WorldCat: E39PBJghvD3b8KT8GtRbqCR3Qq